# Falcó de Nova Zelanda
El falcó de Nova Zelanda (Falco novaeseelandiae) és una espècie d'ocell rapinyaire de la família dels falcònids (Falconidae) que habita boscos i matoll de Nova Zelanda i les illes Auckland. El seu estat de conservació es considera de risc mínim.